# Hammerschloss Neuenhammer

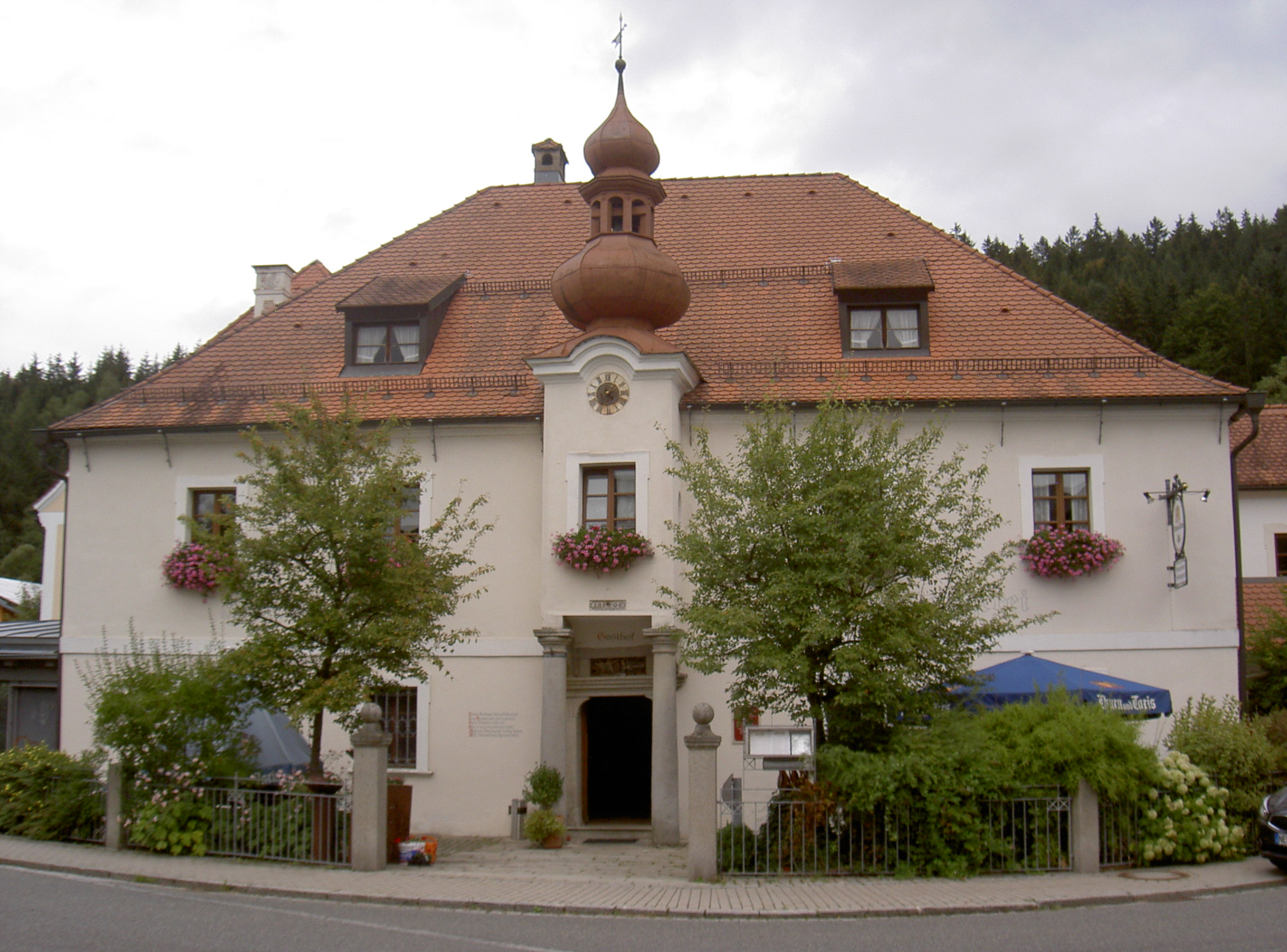
Hammerschloss Neuenhammer

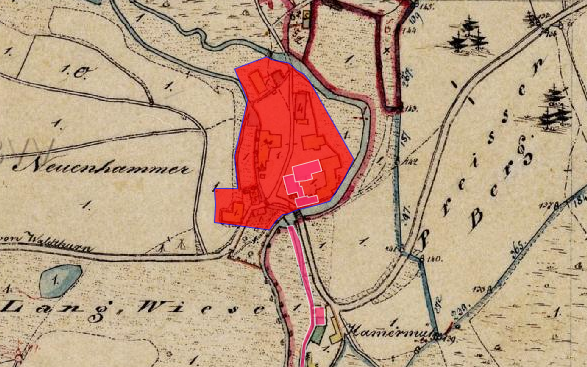
Lageplan des Hammerschlosses Neuenhammer auf dem Urkataster von Bayern

Das denkmalgeschützte Hammerschloss Neuenhammer liegt im gleichnamigen Ortsteil der oberpfälzischen Gemeinde Georgenberg von Bayern (Neuenhammer 1). Das Hammerwerk wurde vom Wasser des Zottbaches betrieben. Die Anlage wird als Bodendenkmal unter der Aktennummer D-3-6340-0115 im Bayernatlas als „archäologische Befunde und Funde im Bereich des ehem. Hammerschlosses Neuenhammer, darunter die Spuren des mittelalterlichen Eisenhammers "Ödenmühl"“ geführt. Ebenso ist sie unter der Aktennummer D-3-74-123-3 als denkmalgeschütztes Baudenkmal von Neuenhammerverzeichnet.

## Geschichte
Der Neuenhammer führt seinen Namen erst seit 1678. Im 14. Jahrhundert hieß die Hammersiedlung noch Ödenmühl (oder die Öd Mühl) und ist vermutlich durch eine Rodung des Klosters Waldsassen entstanden. Der Neuenhammer lag an der alten Heerstraße, der frühmittelalterlichen Verbindung von Sulzbach über Luhe nach Tachau in Böhmen.
Ulrich der Trautenberger und Konrad Alhart, Bürger zu Amberg, waren 1347 Hammermeister zu Ödenmühl. 1387 trat Konrad Hirssel mit seinem Hammer Ödenmühl der Oberpfälzer Hammereinigung bei. Der Hammer blieb bei den jeweiligen Herren von Waldthurn. Der letzte von diesen waren die Reichsfürsten von Lobkowitz. 1733 verkauften diese den Hammer an Georg Niklas Frank. Dessen Erben besaßen den Hammer bis 1833. Ihnen folgten die Rath nach.

## Hammerschloss Neuenhammer heute
Das ehemalige Hammerschloss ist ein zweigeschossiger Walmdachbau. Im Dach befinden sich mehrere Gaupen. Der Bau ist fünf- bzw. dreiachsig. Der mittlere vorspringende Turm wird von einer Zwiebelhaube gedeckt und steht auf zwei Rundsäulen. Auf ihm findet sich die Bezeichnung „18 FF 08“ (das FF ist die Abkürzung des Namens des damaligen Besitzers Franz Frank). Das Gebäude stammt im Kern aus dem 17. Jahrhundert. In dem Gebäude befindet sich jetzt das Gasthaus „Hammerwirt“.